# Балх (провинция)

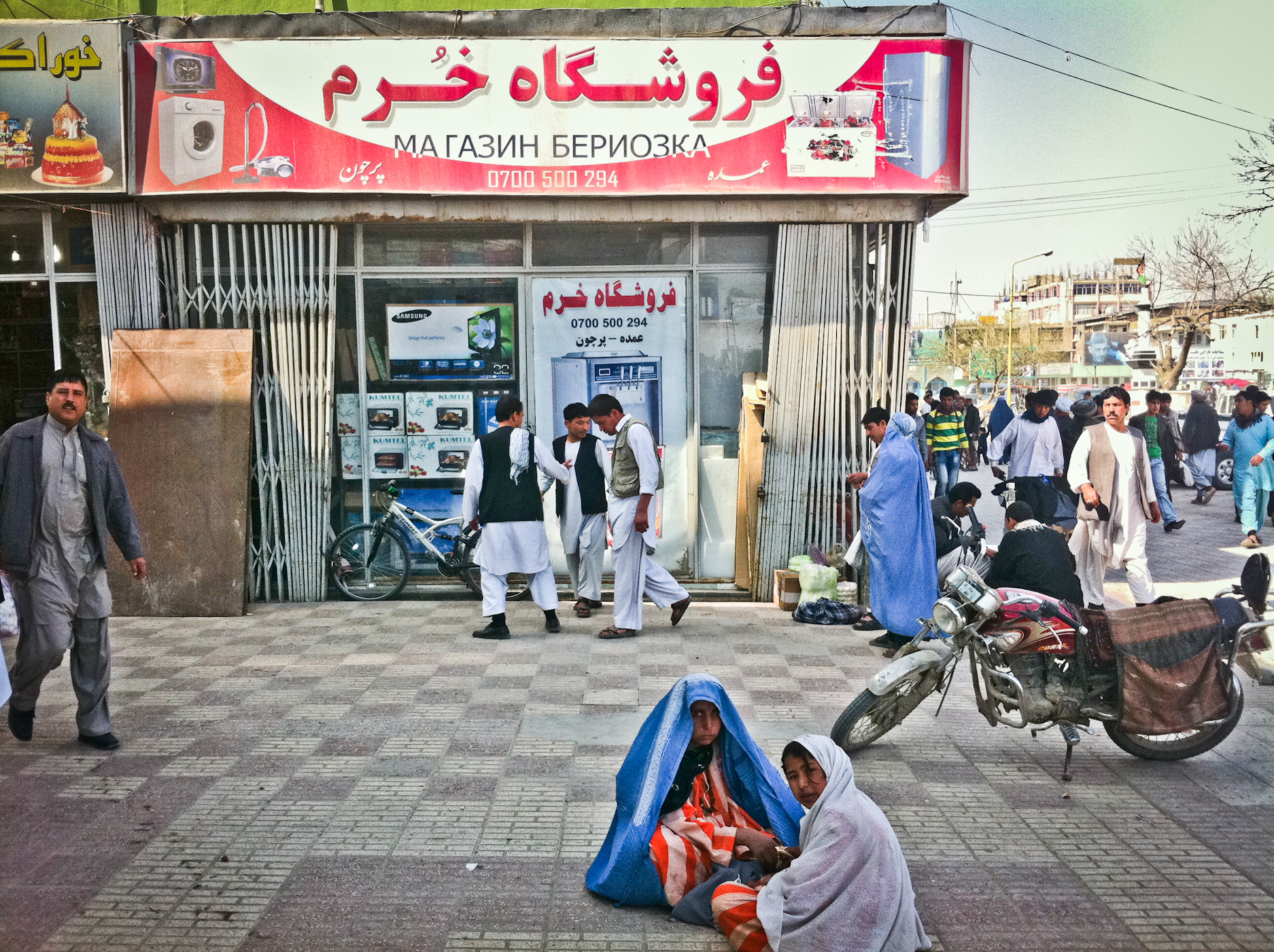
Одна из центральных улиц Мазари-Шарифа

Балх (пушту ‎и дари بلخ — Бальх) — одна из 34 провинций (вилаятов) Исламского Эмирата Афганистан. Административный центр провинции — город Мазари-Шариф с населением около 700 000 человек. Своё название провинция получила от древнего города Балх, второго крупного города данной провинции.
Расположена на севере страны, на западе граничит с провинцией Джаузджан, на востоке — с провинцией Кундуз, на юго-западе и юго-востоке — с провинциями Сари-Пуль и Саманган соответственно, на севере граничит с Узбекистаном, на крайнем северо-востоке и северо-западе — с Таджикистаном и Туркменистаном соответственно. Единственная провинция Афганистана, которая граничит с Узбекистаном.

## История
В древности здесь располагалась центральная часть государства Бактрия. Также именно на территории провинции Балх находится часть Бактрийско-Маргианского археологического комплекса. По мнению некоторых учёных, Бактрия была родиной индоевропейских племен, часть которых впоследствии мигрировала на север, запад и юго-восток. Во время эпохи Империи Ахеменидов нынешняя территория провинции входила в сатрапию Бактрия. Именно на территории данного региона указывается место рождения зороастрийского пророка Заратустры и место написания основной части Авесты.
В IV в. до н. э. территория данной провинции входит в состав Империи Селевкидов, а позднее — в Греко-Бактрийское царство. В I—V в. н. э. территория региона входит в состав Кушанского царства, во второй половине V в. становится территорией Государства Эфталитов, в VI и XI вв. территорией Государства Сасанидов и Газневидов соответственно. В последующие века территория Балха входит в состав Омейядского халифата, Эмирата Саффаридов, который являлся частью Аббасидского халифата, Гуридского султаната, Государства Хорезмшахов и Империи Сефевидов.
Начиная с 1747 г. территория Балха входит в состав новообразовавшихся Афганских ханств в составе Дурранийской империи. В 1823—1926 гг. входит в состав протектората Британской империи — Эмирата Афганистан. В 1926—1973 гг. — одна из провинций Королевства Афганистан. В эпоху Демократической Республики Афганистан (1978—1990) провинция Балх становится одной из баз концентрации советских войск. До середины 1990-х годов провинция контролируется Исламским Государством Афганистан и моджахедами, позднее становится территорией талибанского непризнанного государства Исламский Эмират Афганистан (1996—2001). Позднее провинция освобождается от талибов войсками Северного альянса во главе с Ахмад Шах Масудом и Абдул-Рашидом Дустумом. До настоящего времени провинция входит в состав Афганистана.

## Административное деление

Административное деление провинции Балх

Провинция Балх делится на 15 районов, которые не имеют своего официального административного центра. Ниже приведён список этих районов:
- Балх
- Давлатабад
- Дихдади
- Зари
- Кальдар
- Кишиндих
- Мазари-Шариф
- Мармуль или Мармоль (sv:Marmul (periodiskt vattendrag i Afghanistan))
- Нахри-Шахи
- Хульми
- Чарболак
- Чаркинт
- Чимтал
- Шортепа
- Шольгара

## Руководство и органы власти

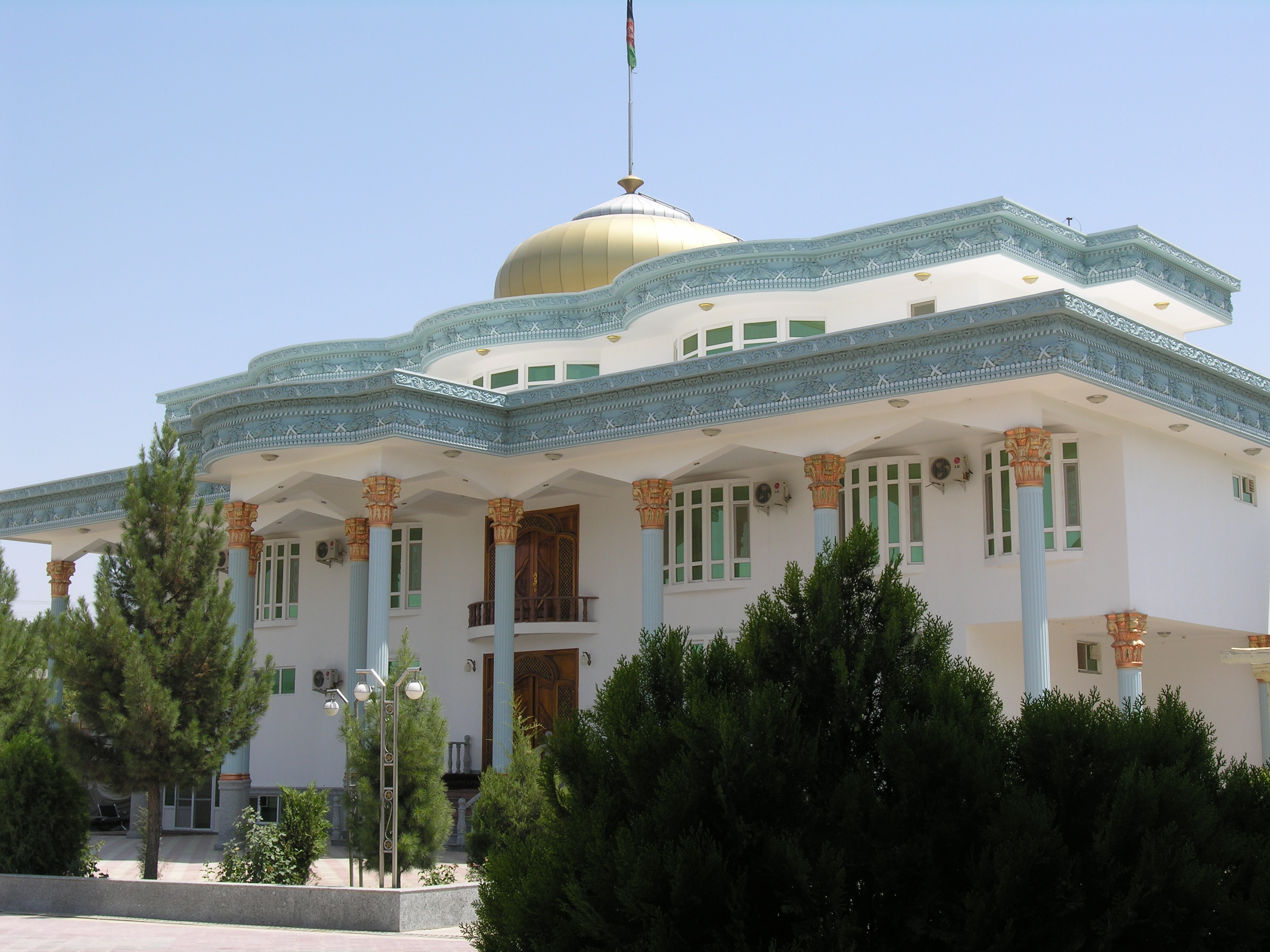
Резиденция губернатора провинции в Мазари-Шарифе

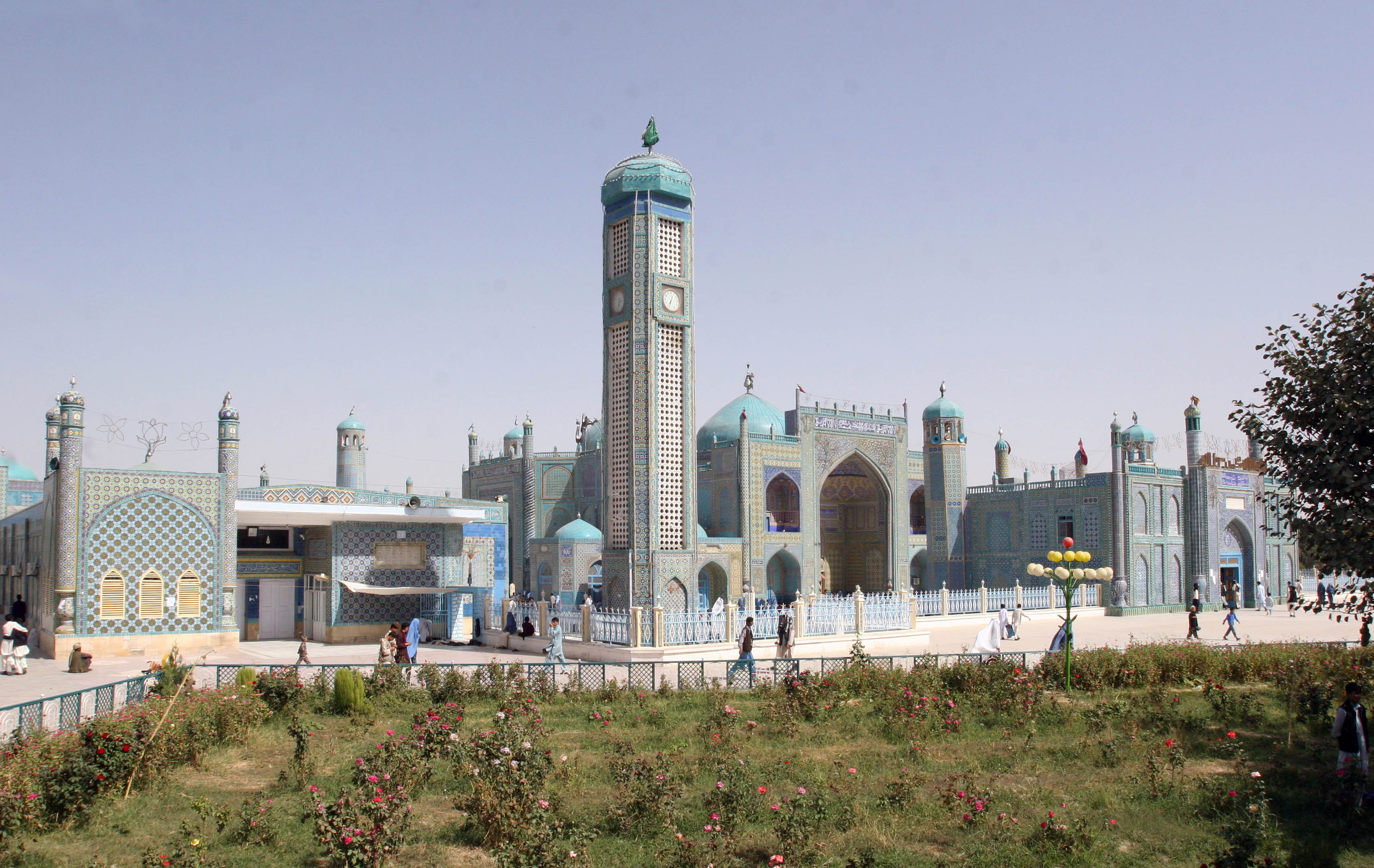
Голубая мечеть в Мазари-Шарифе

Главой провинции Балх является вали́ (губернатор). С 2004 года данную должность занимает Ато Мухаммад Нур. Главные здания всех государственных и региональных органов власти расположены в столице провинции — Мазари-Шарифе. Все правоохранительные органы провинции находятся под контролем Афганской национальной полиции (АНП). Участок государственной границы Афганистана (с Туркменистаном, Узбекистаном и Таджикистаном) в провинции Балх охраняется Афганской пограничной полицией (АПП). В провинции также дислоцируются Вооружённые силы Афганистана. В провинции также расположены представительства различных министерств страны.

## Население и языки

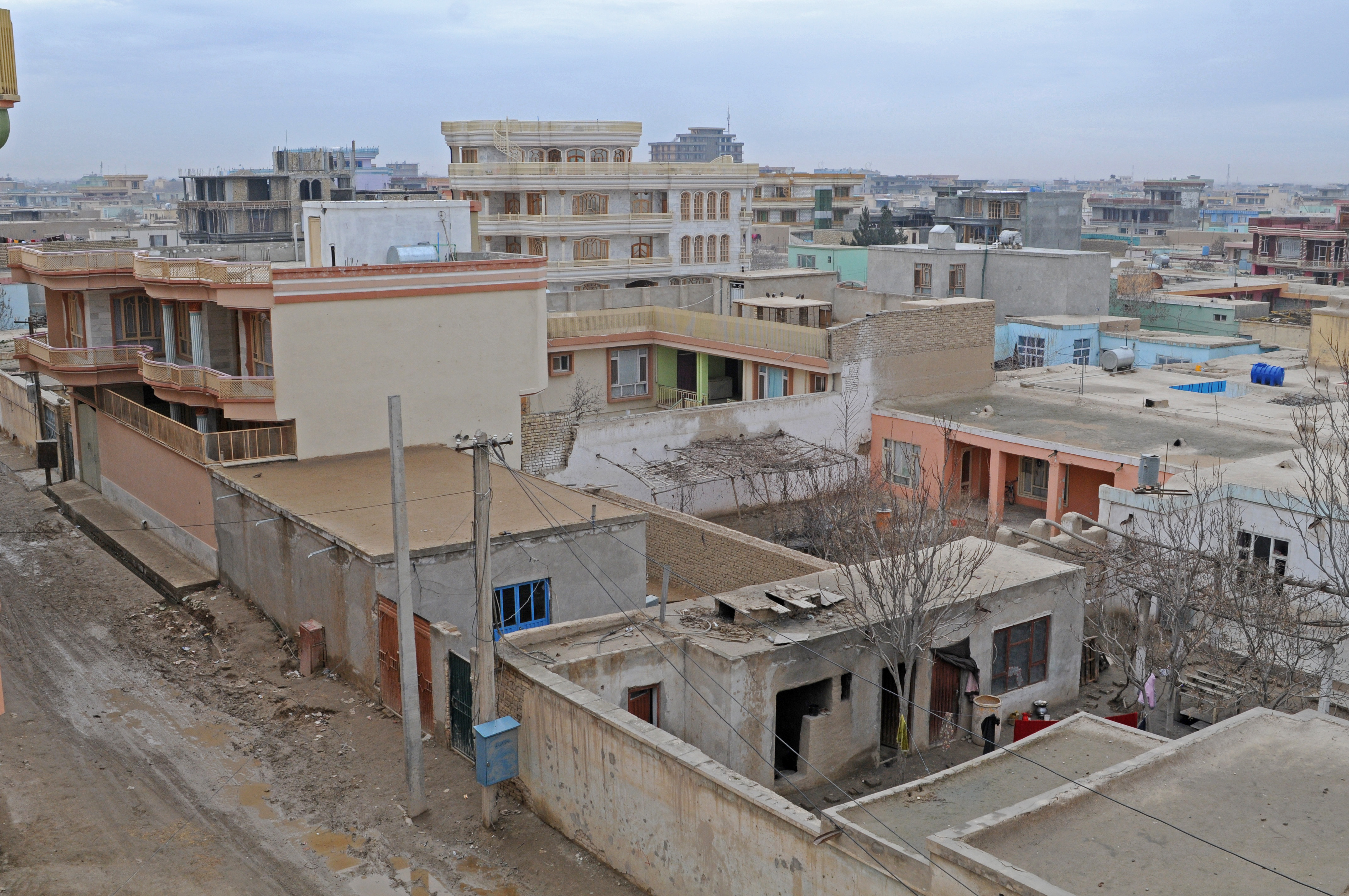
Вид на один из кварталов Мазари-Шарифа

По состоянию на конец 2012 года, численность населения провинции Балх составляло 1 миллион 245 тысяч 100 человек. По некоторым данным, доля сельского населения провинции составляет около 66 %, тогда как 34 % населения проживает в городах. Около 51 % населения составляют мужчины, а 49 % соответственно женщины.
Основную часть населения составляют таджики, вторыми по численности следуют узбеки и пуштуны. В провинции также проживает большое количество хазарейцев, туркмен, белуджей и арабов. В религиозном составе населения абсолютное большинство составляют мусульмане, преимущественно сунниты, также имеется большое количество последователей шиизма. Более 50 % всего населения и более 58 % сельского населения провинции Балх разговаривает на языке дари, который является афганским вариантом таджикского языка и почти не отличается от последнего. Вторыми самыми распространёнными языками являются узбекский язык и пушту, третьим самым распространённым языком является туркменский язык. Статус лингва франка в провинции носит язык дари. Из языков в провинции Балх имеют официальный статус языки дари и пушту как государственные языки, и узбекский и туркменский языки, которые, как и в ряде северных провинций Афганистана, имеют статус региональных языков.

## Образование
В провинции Балх, кроме средних школ, имеется шесть университетов, которые расположены в городе Мазари-Шариф. Это: Балхский университет (третий по крупности университет в Афганистане), Арианский университет, Университет Садат, Университет Мавлана, Университет Тадж. Лишь часть населения грамотна, так как в провинции недостаточное количество школ.

## Здравоохранение
Уровень здравоохранения крайне низок, как и во всём Афганистане. Имеется несколько больниц, самые относительно крупные из которых — Региональный госпиталь Мазари-Шарифа, Госпиталь Салеха Баят и Госпиталь Вооружённых сил Афганистана. В провинции имеется острый дефицит медицинского персонала. Большинство медицинских работников в провинции — иностранцы.

## Экономика
Провинция Балх является одним из самых крупных экономических центров на севере Афганистана. Основную часть экономики провинции составляют сельское хозяйство, в том числе бахчеводство, овощеводство и хлопководство, в меньшей степени зерноводство. Также заметную долю в экономике провинции имеет каракулеводство. Промышленность развита очень слабо, и прежде всего представлена маленькими предприятиями по добыче в малых объёмах нефти и природного газа. В городе Мазари-Шариф расположены консульства Индии и Пакистана.
В провинции имеют свои представительства все крупные банки Афганистана, такие как Da Afghanistan Bank, Afghanistan International Bank, New Kabul Bank, Azizi Bank и другие.

## Транспорт

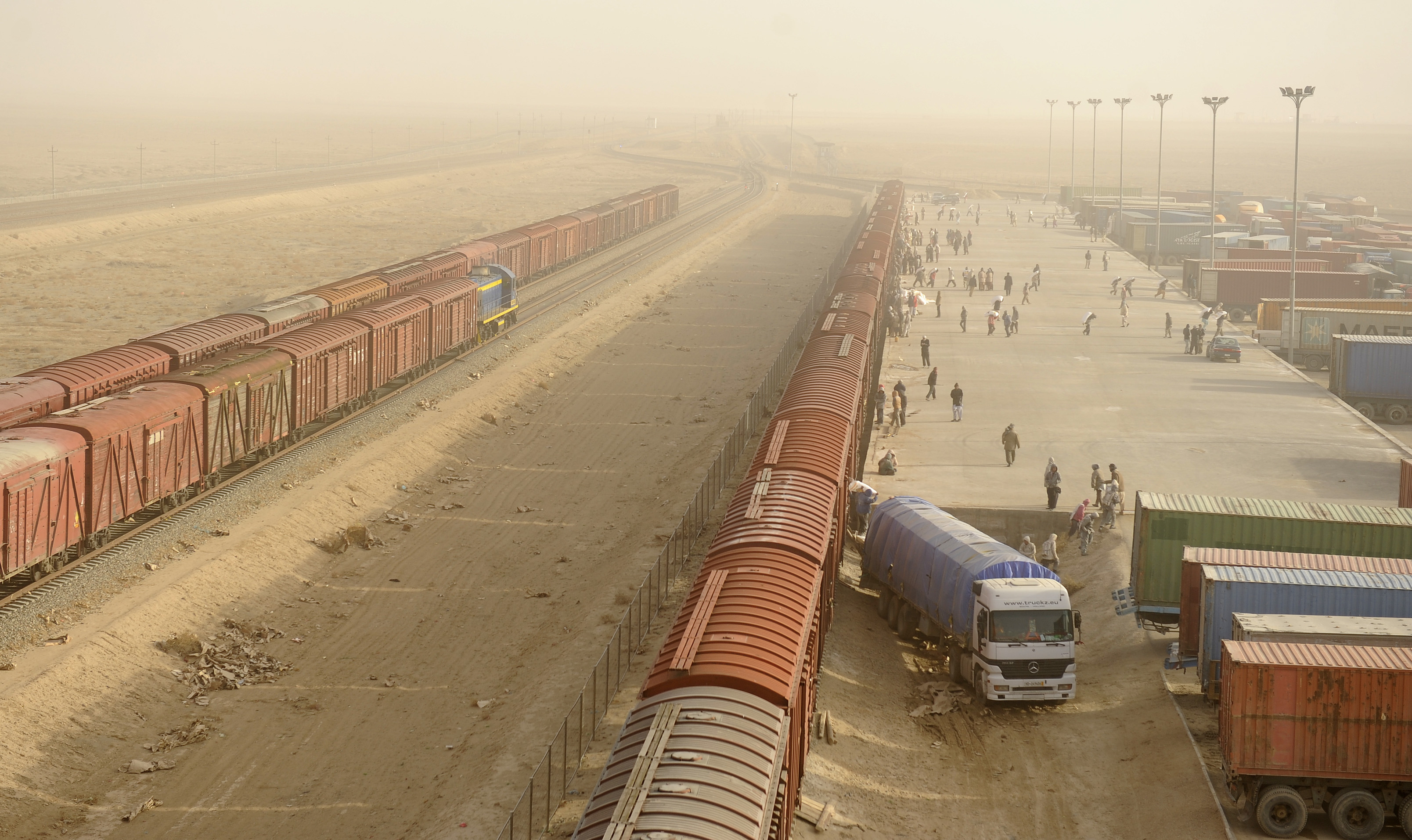
Терминал грузовых поездов в Мазари-Шарифе

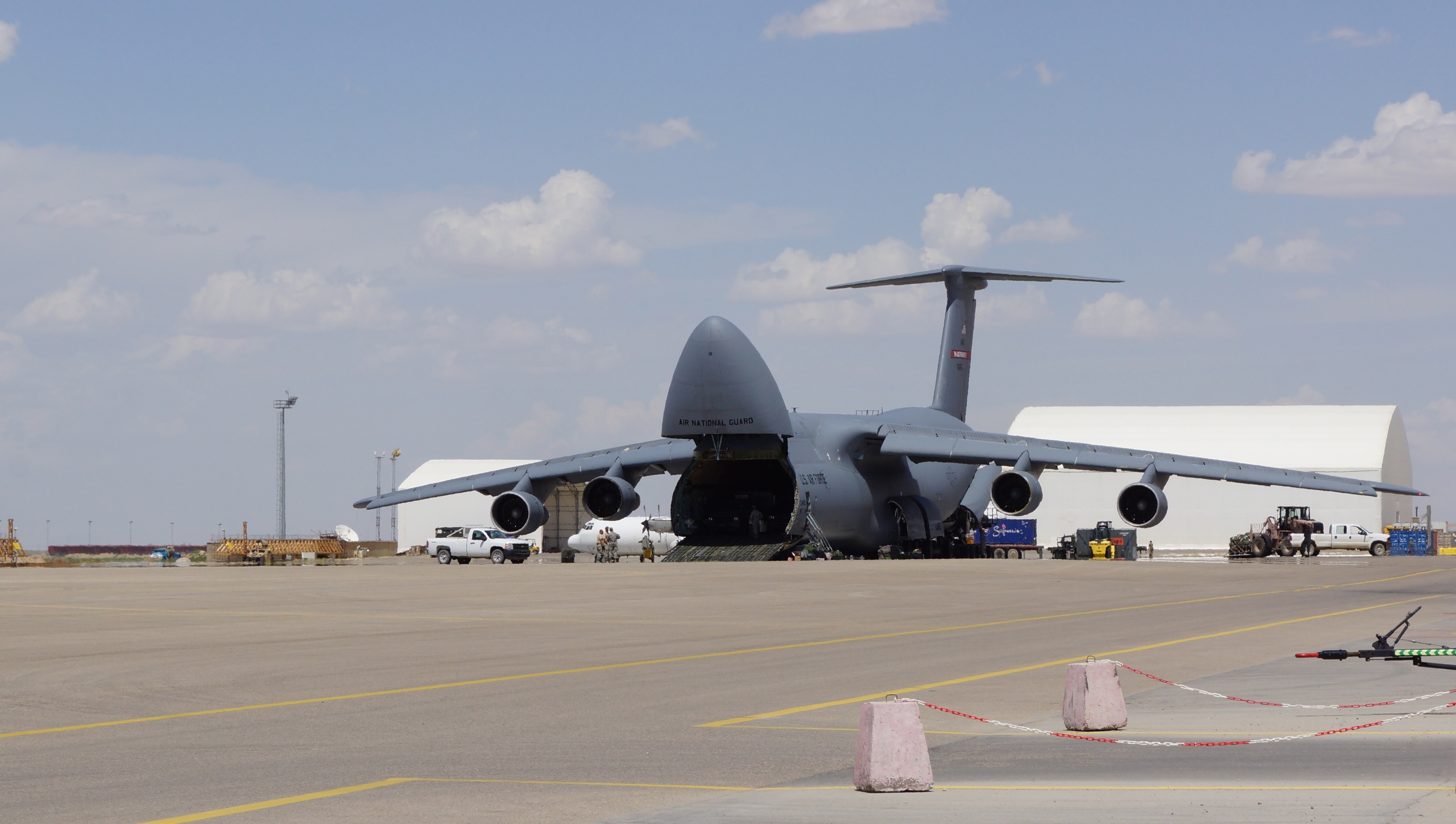
Самолёт вооружённых сил США в аэропорту Мазари-Шарифа

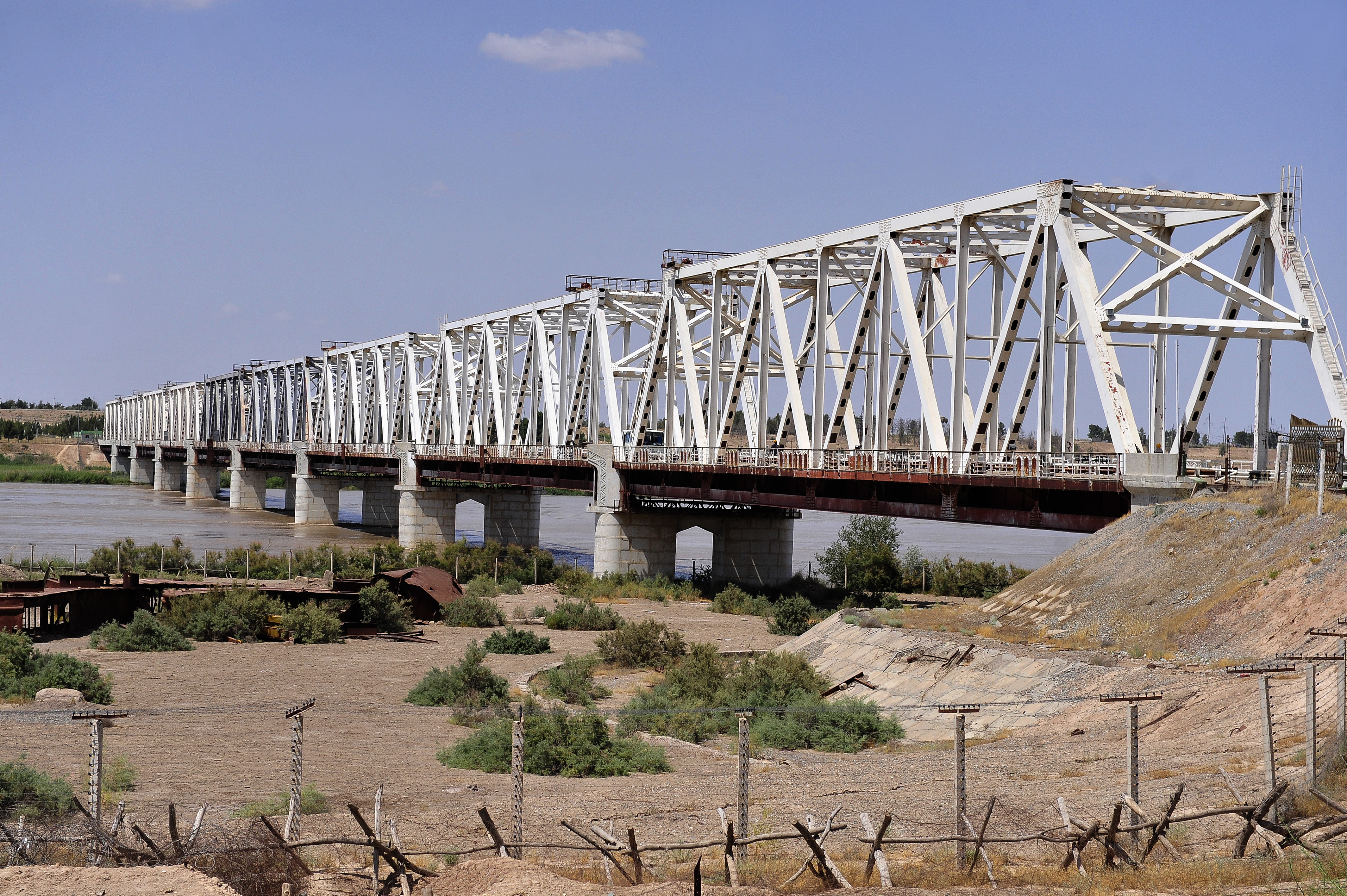
Мост дружбы «Хайратон», соединяющий Афганистан с Узбекистаном

Провинцию Балх чаще всего называют северными воротами Афганистана, так как именно эта провинция граничит с Узбекистаном (через реку Амударья афгано-узбекским барьером), и именно в этой провинции находится Мост дружбы «Хайратон», который соединяет автомобильной и железнодорожной дорогой Афганистан с Узбекистаном и со всей Средней Азией.
Самым развитым видом транспорта в провинции является автомобильный транспорт. Железнодорожный транспорт достиг провинцию лишь в 2010 году, когда город Мазари-Шариф был соединён железной дорогой с мостом «Хайратон», а далее — с узбекистанским городом Термез. Строителем и управляющим железной дорогой провинции является «Узбекистанские железные дороги». Железная дорога является важным для всей провинции, так как большая часть грузов привозится именно на поездах из Узбекистана.
Свою долю в транспортной системе провинции имеет и воздушный транспорт. В городе Мазари-Шариф находится один из крупнейших аэропортов Афганистана — Международный аэропорт Мазари-Шариф, который имеет воздушное сообщение с Кабулом, с иранскими городами Тегеран и Мешхед, с турецким городом Стамбул. Несмотря на то, что северную часть провинции омывает река Амударья, речной транспорт в провинции не имеется из соображений безопасности, и из-за статуса трансграничной реки.

## Культура и спорт
Провинция Балх — одна из самых развитых по культурному отношению провинций Афганистана. Здесь праздник Навруз, как и в других северных и западных провинциях Афганистана, отмечается с большим размахом, в отличие от восточных и южных провинций, которые преимущественно населены пуштунами. Провинция Балх является одной из столиц традиционной народной игры бузкаши и других игр, связанных с лошадьми. В провинции также популярны разные виды борьбы, в особенности кушти (пехлавани) и куреш. Провинцию Балх представляет в Афганской футбольной Премьер-лиге футбольный клуб «Симург Альборз», который в сезонах 2012 и 2013 годов занял второе место и выиграл серебряные медали Афганской Премьер-лиги.